# Bréziers
Bréziers är en kommun i departementet Hautes-Alpes i regionen Provence-Alpes-Côte d'Azur i sydöstra Frankrike. Kommunen ligger  i kantonen Chorges som ligger i arrondissementet Gap. År 2022 hade Bréziers 236 invånare.

## Befolkningsutveckling
Antalet invånare i kommunen Bréziers
Referens:INSEE